# Каллас, Кристина
Кристи́на Ка́ллас (эст. Kristina Kallas; род. 29 января 1976, Кивиыли, Кохтла-Ярве, Кохтла-Ярвеский район, Эстонская ССР) — эстонский эксперт в области образования и интеграции,  политический и государственный деятель. Одна из основателей  либеральной партии «Эстония 200» и её председатель (2018—2022, с 2024 года). Министр образования и науки Эстонии с 17 апреля 2023 года. В прошлом — директор Нарвского колледжа Тартуского университета (2015—2019).

## Биография

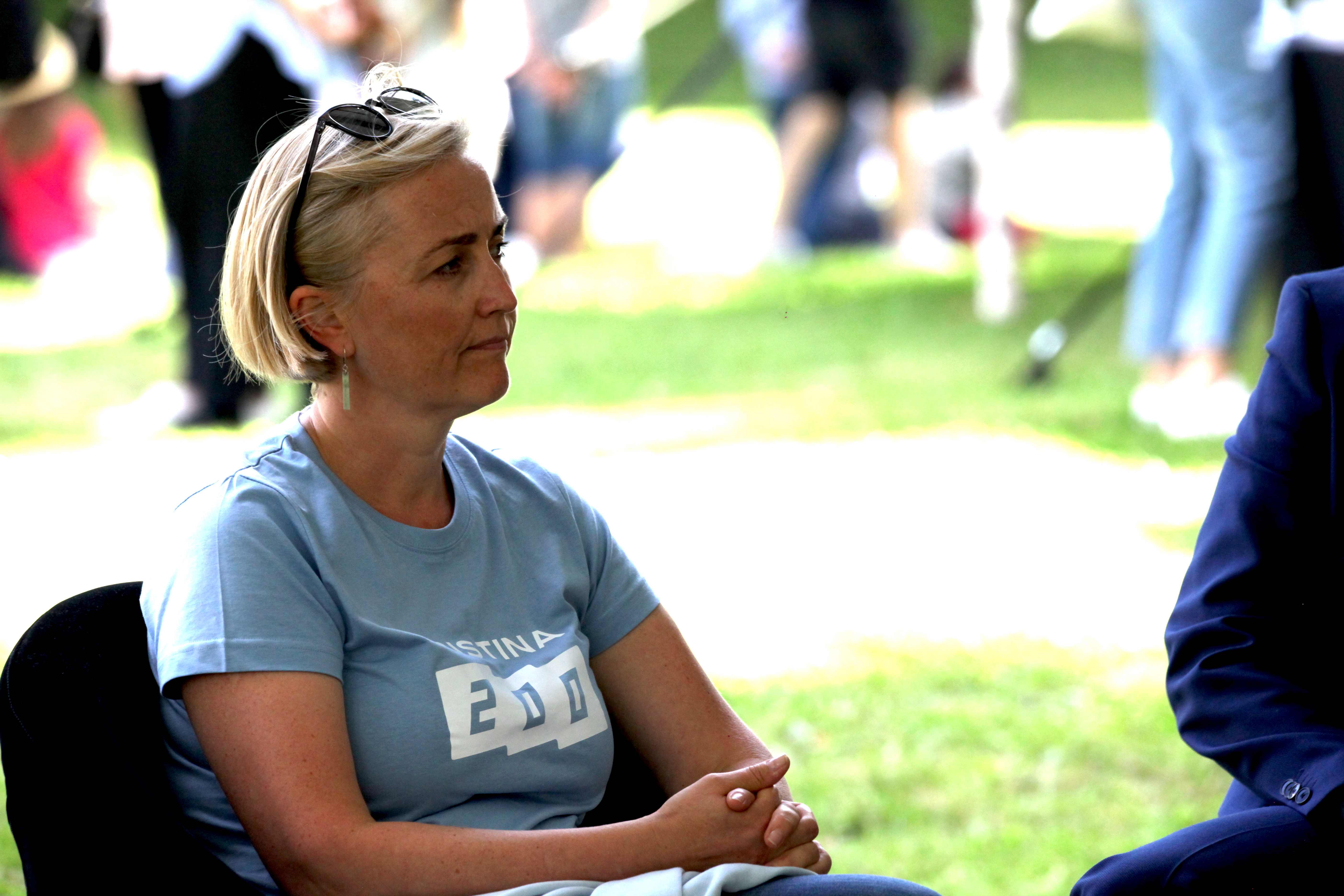
Кристина Каллас (2021)

Родилась 29 января 1976 года в Кивиыли в Эстонской ССР в смешанной семье: мать Кристины (Любовь) – русская, отец — эстонец. По словам Лаури Хуссара отец Кристины был членом Народного фронта Эстонии.
В 1994 году окончила среднюю школу № 1 в Кивиыли. Получила степень бакалавра по истории в Тартуском университете в 2000 году. В 2002 году защитила диссертацию на степень магистра по современной истории Центральной и Восточной Европы в Центрально-Европейском университете (CEU) в Венгрии. В 2016 году защитила докторскую диссертацию по политологии на тему «Пересмотр триадической связи: анализ этнополитического взаимодействия между Эстонией, Россией и эстонскими русскими» в Тартуском университете. Научный руководитель — профессор Велло Петтай. Область её исследований — проблемы интеграции в обществе, проблемы русскоязычного населения на территории бывшего Советского Союза, проблемы миграции и права меньшинств.
В 1998—2001 гг. работала координатором в фонде Archimedes для 5-й рамочной программы Европейского Союза по развитию научных исследований и технологий, старшим консультантом по связям с общественным сектором в агентстве по связям с общественностью Hill & Knowlton в 2002—2006 гг., внештатным исследователем на кафедре сравнительной политики Института государственных наук при Тартуском университете в 2007—2008 гг.
В 2007—2015 гг. — член правления и старший аналитик НКО «Институт Балтийских исследований» (Balti Uuringute Instituut) в Тарту. С 2011 по 2015 год — председатель правления НКО «Эстонский совет помощи беженцам» (Eesti Pagulasabi).
В 2015—2019 гг. она являлась директором Нарвского колледжа Тартуского университета и председателем совета Фонда интеграции (Integratsiooni Sihtasutus).
Каллас также является экспертом по правам меньшинств при Верховном комиссаре ОБСЕ по делам национальных меньшинств, где она консультирует правительства стран Восточной Европы по вопросам политики интеграции. Была консультантом от ОБСЕ при администрации Президента Кыргызстана в проведении оценки программы интеграции в Кыргызстане (2016), консультантом от ОБСЕ при правительстве Молдовы в программе формирования этнополитики Молдовы (2019), консультантом от ОБСЕ в Грузии по оценке правительственной политики многоязычного образования и интеграции (2020).
Президент Эстонского союза гандбола (Eesti Käsipalliliit) с 2022 года.
Помимо эстонского, также свободно говорит на  русском языке.

## Политическая карьера
На парламентских выборах 2015 года баллотировалась от Социал-демократической партии, не была избрана.
Является одним из основателей движения «Эстония 200». 3 ноября 2018 года избрана председателем партии «Эстония 200». В конце 2018 года члены партии «Эстония 200» наклеили наклейки на различные общественные места в Таллине: «Только для эстонцев», «Только для русских». Затем надпись на баннерах сменилась на «эстонцы и русские». Выступает за единую систему обучения для эстонцев и русских.
На парламентских выборах 2015 года баллотировалась от партии Эстония 200, не была избрана.
Осенью 2021 года избрана в Тартуское городское собрание.
На партийном съезде 15 октября 2022 года Лаури Хуссар избран новым председателем партии «Эстония 200». Хендрик Террас снял свою кандидатуру, Кристина Каллас получила 94 голоса делегатов, а Лаури Хуссар — 101 голос.
17 апреля 2023 года назначена министром образования и науки в правительстве под руководством премьер-министра Каи Каллас. Сохранила пост в следующем правительстве под руководством премьер-министра Кристена Михала, приведённом к присяге 23 июля 2024 года.

## Личная жизнь
Живёт в Тарту. 
Замужем. Является матерью троих детей.